# Bukit Pesang Pengat
Bukit Pesang Pengat är en kulle i Indonesien.   Den ligger i provinsen Aceh, i den västra delen av landet, 1 600 km nordväst om huvudstaden Jakarta. Toppen på Bukit Pesang Pengat är 137 meter över havet.
Terrängen runt Bukit Pesang Pengat är huvudsakligen platt.Runt Bukit Pesang Pengat är det mycket tätbefolkat, med 1 018 invånare per kvadratkilometer. I omgivningarna runt Bukit Pesang Pengat växer i huvudsak städsegrön lövskog.